# Alberto Del Nero

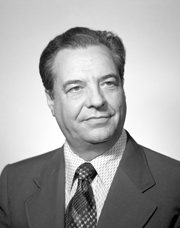
O político italiano Alberto del Nero

Alberto Del Nero (3 de julho de 1918 - 12 de dezembro de 1986) foi um político italiano que serviu como prefeito de Massa (1958-1962), senador (1968-1983) e subsecretário de Estado em quatro governos (1972-1976).